# Sougères-en-Puisaye
Sougères-en-Puisaye – miejscowość i gmina we Francji, w regionie Burgundia-Franche-Comté, w departamencie Yonne.
Według danych na rok 1990 gminę zamieszkiwało 315 osób, a gęstość zaludnienia wynosiła 12 osób/km² (wśród 2044 gmin Burgundii Sougères-en-Puisaye plasuje się na 601. miejscu pod względem liczby ludności, natomiast pod względem powierzchni na miejscu 249.).